# 30 Весов
30 Весов (лат. 30 Librae, HD 136801) — одиночная звезда в созвездии Весов на расстоянии приблизительно 927 световых лет (около 284 парсеков) от Солнца. Видимая звёздная величина звезды — +6,48m.

## Характеристики
30 Весов — оранжевый гигант спектрального класса K4III. Радиус — около 32,97 солнечных. Эффективная температура — около 3779 К.